# Попко Іван Діомидович
Попко Іван Діомидович (*1819 — †1893) — український історик ліберального напряму, етнограф. Народився в сім'ї священика, який походив з українських козаків, нащадка козаків Запорізької Січі, переселених з України на Кубань у 90-х роках XVIII століття. З дитинства захоплювався історією, літературою, писав вірші.
Навчався в Астраханській духовної семінарії, яку закінчив з відзнакою. Потім навчався в Московській духовній академії. У 1841 році вступив рядовим козаком в десятий кінний полк Чорноморського війська і майже весь час прослужив на Кавказі: сім років на Кубанської народної лінії. Брав участь в наступних військових операціях Кавказької війни: рух колони від Ольгинської зміцнення в Абінський під командуванням генерал-лейтенанта Миколи Завадовського (вересень 1881 року); похід від Катеринодара до фортеці Анапа в складі зведеної команди кінного полку під командою військового старшини Рашпіля (березень 1842 року); рекогносцировка околиць р. Гастогай під командуванням генерал-ад'ютанта І. Н. Анрепа (квітень 1842 року); експедиція в землю натухайцев під начальством контр-адмірала Л. М. Серебрякова для спорудження укріплень на р. Гастогай і у Варениковій пристані (травень 1842 року); рекогносцировка в районі цієї пристані і «справа з горянами» на хребті Сенетх (травень 1842 року); експедиція загону контр-адмірала Л. М. Серебрякова в землю натухайців до р. Псіфа (вересень 1842 роки) . У 1843 році Іван Попко став хорунжим і потім через кожні два-три роки отримував новий чин: 1846 рік — сотник, 1850 рік — осавул, 1853 рік — військовий старшина.
У 1848 році був призначений письмоводителем Чорноморського козачого війська, в 1851 році — ад'ютантом командувача військами на Кавказькій лінії і в Чорноморії генерала Завадовського.
У 1850 році йому було доручено скласти історичну довідку. Іван Попко впорався з цим у рекордно короткий термін — за три місяці і подав козачому отаману опис «Про стан Чорноморського козачого війська з 1 січня 1825 до 1 січня 1850 року». Опис було високо оцінено в Петербурзі: ознайомився зі статистичними працею Попко імператор Микола I подарував автору діамантовий перстень.
У 1853 році Іван Попко брав участь у військовій експедиції проти шапсугів, в якій генерал Завадовський помер. Після смерті командувача Попко був звільнений з посади ад'ютанта і в березні 1854 зарахований в корпус на турецькому кордоні, в якому він проходив службу на посаді чергового штаб-офіцера. Брав участь в боях Кримської війни .
У 1856 році після закінчення війни Іван Попко був направлений у 2-й ескадрон Лейб-гвардії Чорноморського козачого дивізіону в Санкт-Петербург, а в 1858 році став штаб-офіцером для особливих доручень при начальнику Головного управління іррегулярних військ з переводом у Чорноморське військо підполковником.
Головні праці: «Статистичний опис Чорноморського козацтва» (1840), «Чорноморські козаки в їхньому цивільному і військовому побуті» (ч. 1—2, 1858). У своїх працях Попко ідеалізував козацтво. Праці Попка мають певне пізнавальне значення.